# Șinca (Brașov)
Șinca è un comune della Romania di 3689 abitanti, ubicato nel distretto di Brașov, nella regione storica della Transilvania, sulla strada nazionale DN73A, che collega la città di Predeal con Șercaia.
Il comune è formato dall'unione di 6 villaggi: Bucium, Ohaba, Perșani, Șercăița, Șinca Veche, Vâlcea.

## Storia
Attraverso il territorio del comune passava la "Strada Romana" che collegava Râșnov (l'antica Cumidava) con la Dacia Superioara. Gli abitanti vivevano però sulle colline per rimanere al riparo delle razzie. Soggetta a signori locali nel medioevo, al tempo del Principato di Transilvania fu feudo di Francisc Masskasi. Verso la fine del XVII secolo, con la dominazione austriaca, gli abitanti furono chiamati a costituire truppe a difesa dei confini ma in compenso furono liberate dai vincoli feudali, ebbero il diritto alla proprietà, vantaggi economici, politici e culturali.

## Monumenti e Luoghi d'interesse

### Monastero di Șinca Veche

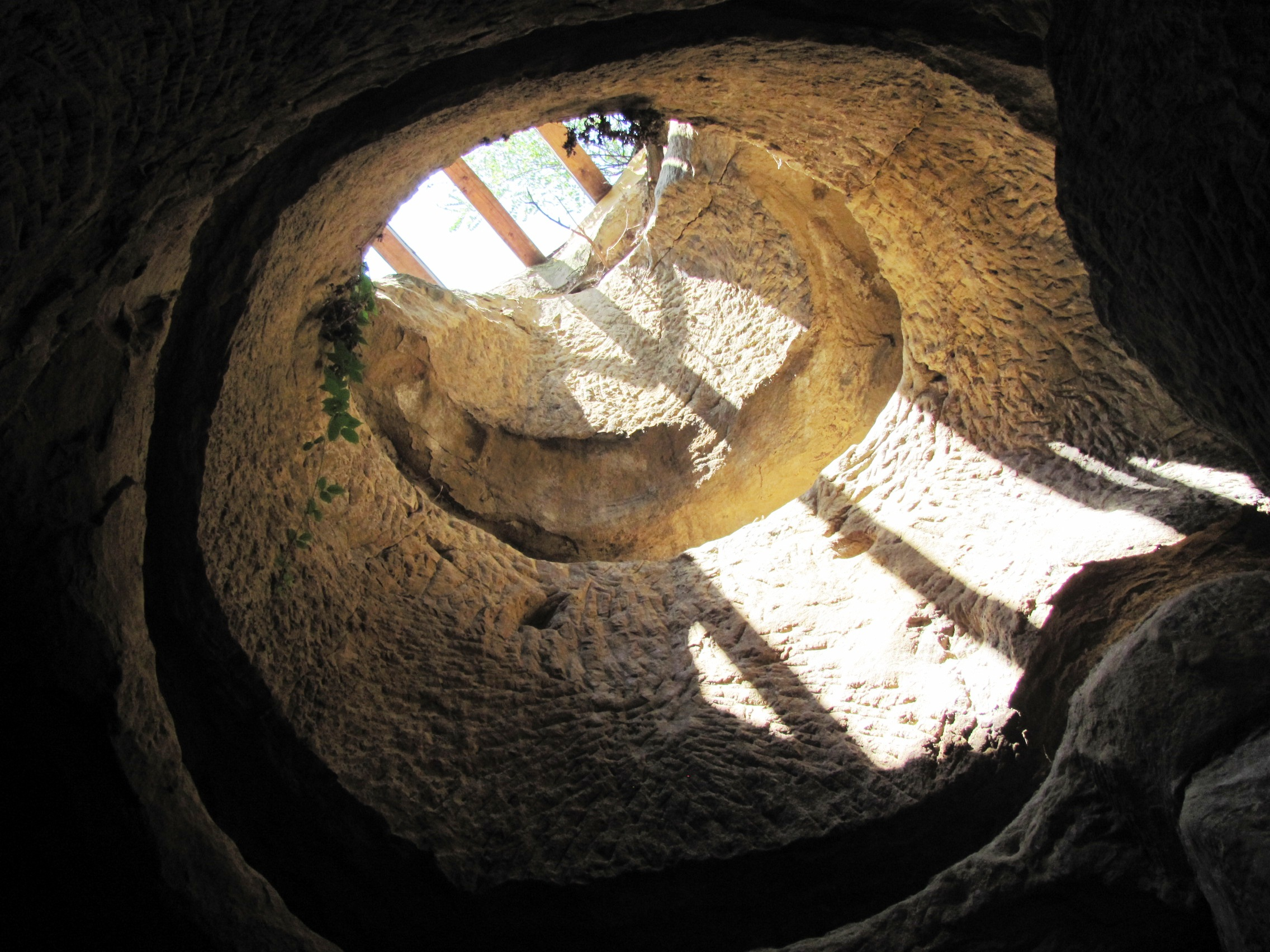
Grotta di Sinca Veche

Il monastero rupestre sorge a sud di Șinca Veche, su di un colle alto 535 mettri, che offre una visione a 360° sul territorio circostante. Secondo gli storici la grotta che costituisce il santuario fu scavata nel XVII secolo, quando iniziò la persecuzione degli ortodossi per ordine dell'imperatrice Maria Teresa d'Austria. Con uno sforzo straordinario, gli abitanti hanno scavato la grotta sul sito dove esistevano già le fondamenta, che ancora si possono vedere, di un antico insediamento dei Daci. L'eremo, dimenticato per molti anni, è oggi conosciuto oggi come l'Eremo di San Nettario, perché la cappella, costruita nel 2006, conserva le reliquie del santo oppure Tempio degli Orsi  per la sua posizione isolata e selvaggia. La grotta, sormontata da una cavità a mo' di camino da cui entrano timidamente i raggi del sole, ha un altare e due piccole stanze con minuscole finestre e cavità dove sono poste le icone e gli ex voto. Il monastero è curato oggi da una comunità di monache.

### Altre chiese
Nel villaggio si trovano la Chiesa dei Santi Apostoli Pietro e Paolo, chiesa ortodossa costruita nel 1830;
la Chiesa dell'Annunciazione, e la chiesa greco-cattolica della Natività della Madre di Dio, costruita nel 2000.

### L'abete più alto
Nelle foreste della località di Valea Strambei, il ricercatore Catalin Roibu e il suo team scoprono l'abete più alto della Romania (misurato nel 2013) di 62,5 metri.

### Ohaba

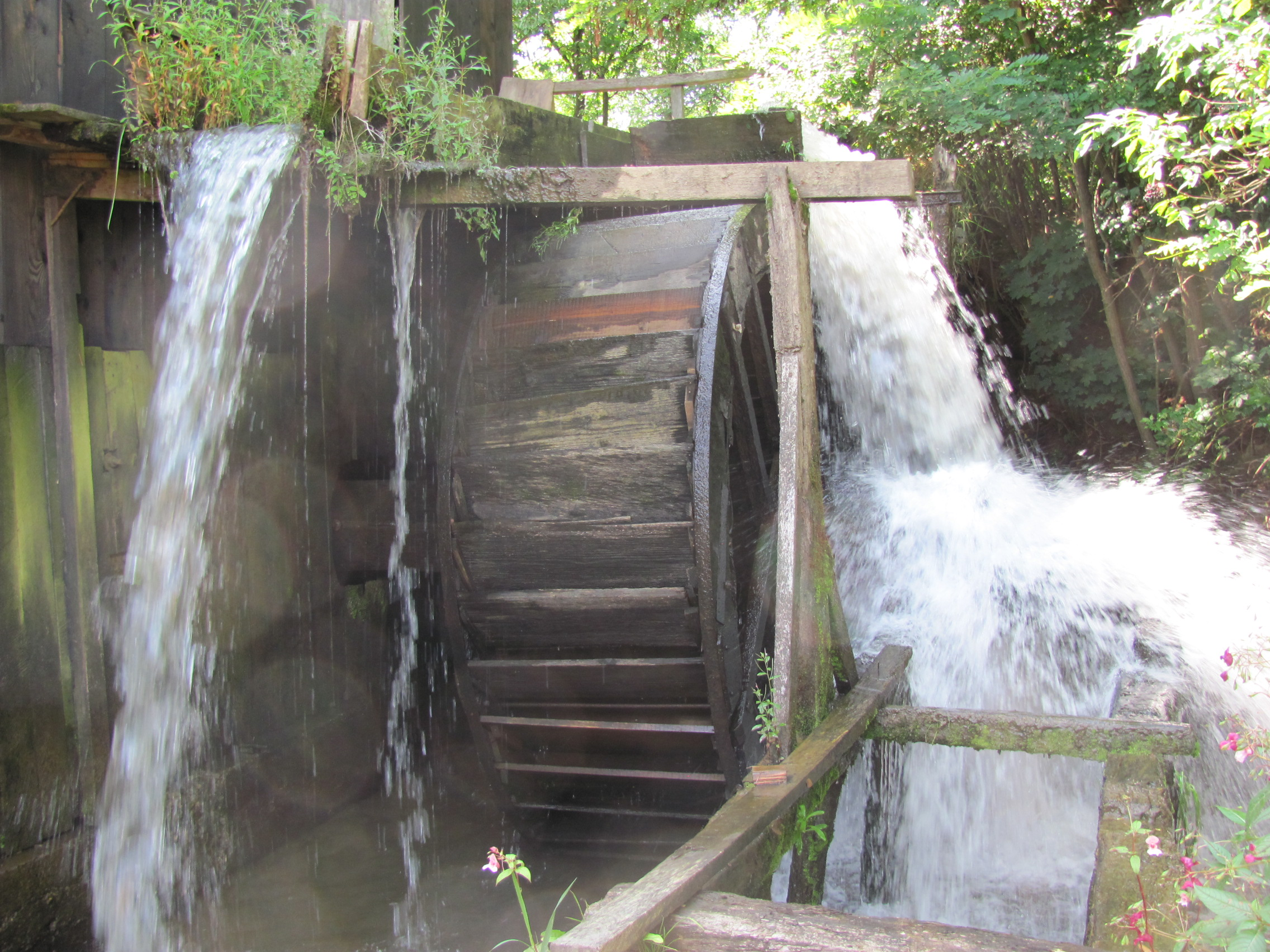
Mulino ad acqua di Ohaba

Il Villaggio, situato nella valle del fiume Șercăiței che taglia in due l'abitato, è ricordato nel 1733 quando viene indicata la chiesa greco-cattolica della Madonna dormiente. Nel centro sorge il mulino ad acqua più antico della regione. Il mulino è ancora funzionante e oltre alla ruota che muove le macine si possono vedere antichi attrezzi e una piccola raccolta di oggetti d'artigianato.

### Șercăița

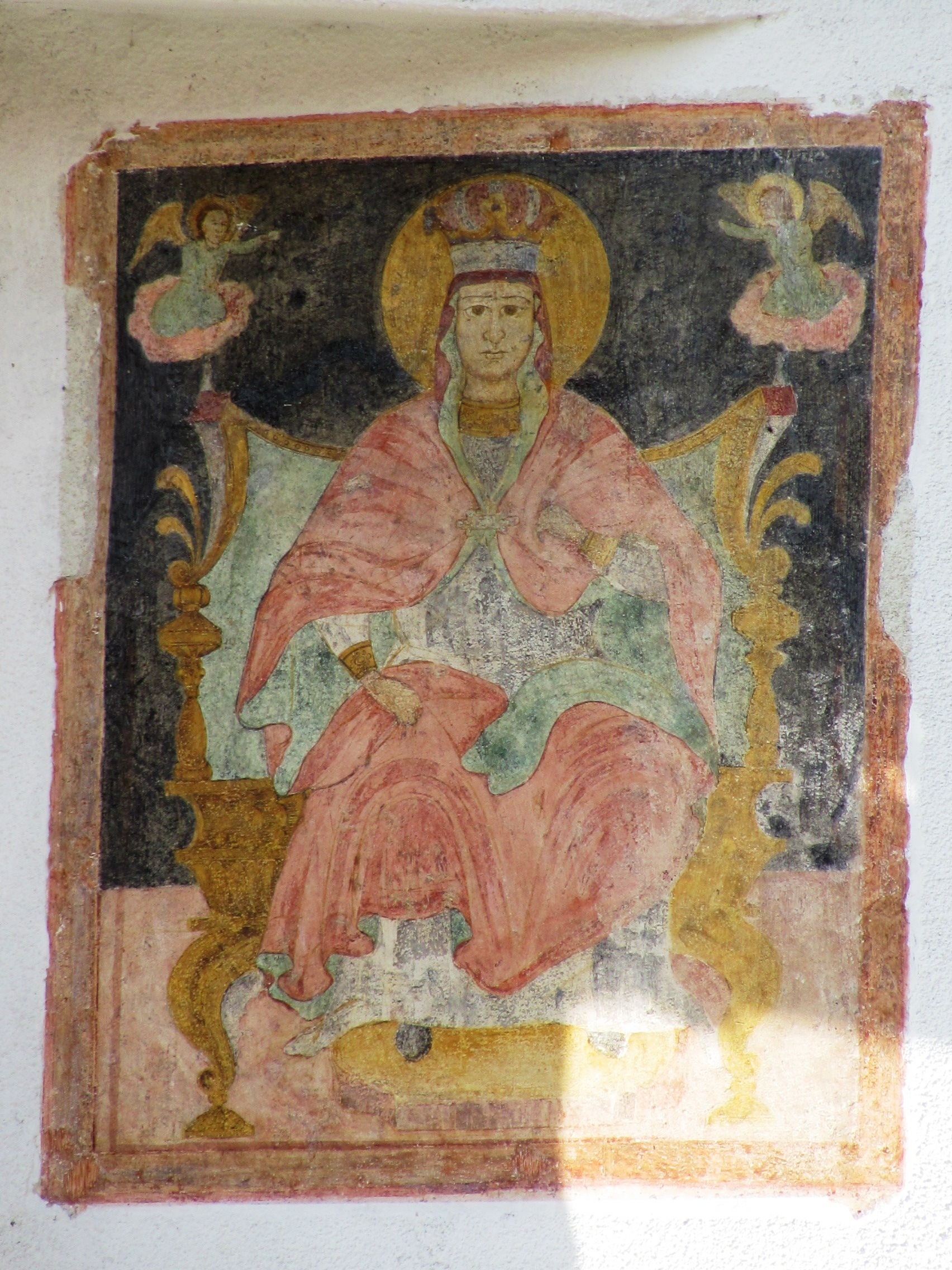
Affresco Cristo in trono

Situata fra il capoluogo e Bucium, conserva la Chiesa ortodossa Pia Paraschiva costruita nel 1798 sulle fondamenta di un monastero ortodosso costruito nel 1744 e distrutto nel 1761 dal generale Bukow. Sui muri esterni in otto nicchie vi sono interessanti affreschi ottocenteschi raffiguranti: la Pia Paraschiva fra Angeli, sull'abside, e sui lati da est a ovest Vergine in trono con bambino, Crocefissione (danneggiata), San Giorgio e il drago, San Demetrio che trafigge l'imperatore Massimiliano, Gesù in trono e l'annunciazione (danneggiata).

### Bucium
A Bucium, situato a ovest del capoluogo amministrativo, sorge il Monastero della Trasfigurazione, ricostruito nel corso del XX secolo sulle rovine della precedente costruzione monastica che l'artiglieria del generale austriaco Bukow incendiò nel 1761 con altri 37 chiese della regione. Alla vicenda è collegata la leggenda dell'Abate Isaia, solo monaco scampato all'incendio con alcuni cittadini, poi catturato e buttato in un pozzo che si trasformò poi in una fonte miracolosa. Il monastero attuale fu consacrato nel 1995 e si presenta come una bella costruzione con i tetti e le tre guglie spioventi in losa. Sugli archi del portico di ingresso vi è un grande mosaico raffigura i Santi Pietro e Paolo.

### Persani
Stazione termale sul fiume Perșani, ai piedi occidentali dei monti Perșani, a 400 m alt., ad est del capoluogo.
Sorgenti con acque minerali clorurate, bicarbonate, sodiche, ipotoniche. Sui monti circostanti si trovano l'ex monastero rupestre Pleșiu (una grotta con sei stanze), abbandonato nel XVIII secolo; la grande grotta di Merești, scoperta nel XVIII secolo, dove sono stati trovati resti di ceramiche appartenenti alla prima età del ferro (Cultura di Hallstatt). La chiesa ortodossa del villaggio è dedicata a San Michele e Gabriele e risale al 1704. Stazione Ferroviaria sulla linea Brașov - Fagaraṣ.